# 第1次ネルー内閣
第1次ネルー内閣（だいいちじネルーないかく、英語: First Nehru ministry）は、インド国民会議派のジャワハルラール・ネルーが初代首相に任命され、1947年8月15日から1952年4月15日まで続いたインドの内閣である。

## 閣僚
| 役職                       | 氏名                                                 | 政党 | 政党             |
| -------------------------- | ---------------------------------------------------- | ---- | ---------------- |
| 首相 外務大臣 科学研究大臣 | ジャワハルラール・ネルー                             |      | インド国民会議   |
| 副首相                     | ヴァッラブバーイー・パテール                         |      | インド国民会議   |
| 内務大臣                   | ヴァッラブバーイー・パテール                         |      | インド国民会議   |
| 内務大臣                   | チャクラヴァルティー・ラージャゴーパーラーチャーリー |      | インド国民会議   |
| 内務大臣                   | Kailash Nath Katju                                   |      | インド国民会議   |
| 情報・報道大臣             | ヴァッラブバーイー・パテール                         |      | インド国民会議   |
| 情報・報道大臣             | R. R. Diwakar                                        |      | インド国民会議   |
| 財務大臣                   | R. K. Shanmukham Chetty                              |      | インド国民会議   |
| 財務大臣                   | ジョン・マタイ                                       |      | インド国民会議   |
| 財務大臣                   | C・D・デシュマク                                     |      | インド国民会議   |
| 法務大臣                   | ビームラーオ・アンベードカル                         |      | 指定カースト連合 |
| 国防大臣                   | バルデブ・シン                                       |      | Panthic Party    |
| 鉄道・運輸大臣             | ジョン・マタイ                                       |      | インド国民会議   |
| 鉄道・運輸大臣             | N. Gopalaswami Ayyangar                              |      | インド国民会議   |
| 教育大臣                   | マウラナ・アザド                                     |      | インド国民会議   |
| 食料・農業大臣             | ラージェーンドラ・プラサード                         |      | インド国民会議   |
| 産業・供給大臣             | シャヤマ・プラサド・ムカジー                         |      | ヒンドゥー大連合 |
| 労働大臣                   | ジャジバン・ラム                                     |      | インド国民会議   |
| 商務大臣                   | C・H・バーバー                                       |      | インド国民会議   |
| 逓信大臣                   | Rafi Ahmed Kidwai                                    |      | インド国民会議   |
| 厚生大臣                   | アムリット・カウアー                                 |      | インド国民会議   |
| 建設・鉱山・電力大臣       | Narhar Vishnu Gadgil                                 |      | インド国民会議   |
| 救済復興大臣               | クシティッシュ・チャンドラ・ネオジー                 |      | インド国民会議   |
| 無任所大臣                 | N. Gopalaswami Ayyangar                              |      | インド国民会議   |
| 無任所大臣                 | モハンラル・サクシーナ                               |      | インド国民会議   |